# Jacques Laurent Josserand
Pour les articles homonymes, voir Josserand.
Jacques Laurent Josserand est un homme politique français né le 30 germinal an VII (19 avril 1799) à Bourg-en-Bresse et mort le 10 août 1854 à Coligny.

## Biographie
Juge au tribunal de Bourg-en-Bresse en 1830, il est conseiller à la cour d'appel de Lyon en 1836 et député de l'Ain de 1839 à 1842, siégeant dans la majorité soutenant la Monarchie de Juillet. Il termine sa carrière comme président de chambre à la cour d'appel de Lyon.

## Sources
- « Jacques Laurent Josserand », dans Adolphe Robert et Gaston Cougny, Dictionnaire des parlementaires français, Edgar Bourloton, 1889-1891 [détail de l’édition]